# Tabiazo
Tabiazo ist eine Ortschaft und eine Parroquia rural („ländliches Kirchspiel“) im Kanton Esmeraldas der ecuadorianischen Provinz Esmeraldas. Die Parroquia besitzt eine Fläche von 138,37 km². Die Einwohnerzahl lag im Jahr 2010 bei 2660. Für das Jahr 2015 wurde eine Einwohnerzahl von 2928 prognostiziert.

## Lage
Die Parroquia Tabiazo liegt in den Hügeln im Hinterland der Pazifikküste von Nordwest-Ecuador. Der Río Tiaone, ein linker Nebenfluss des Río Esmeraldas, durchquert den Osten der Parroquia in nördlicher Richtung und entwässert dabei das gesamte Verwaltungsgebiet. Entlang der östlichen Verwaltungsgrenze verläuft ein Höhenkamm, der im Gatazo eine Höhe von 487 m erreicht. Der 44 m hoch gelegene Hauptort befindet sich am rechten Flussufer des Río Tiaone, 17 km südsüdwestlich der Provinzhauptstadt Esmeraldas.
Die Parroquia Tabiazo grenzt im Norden an die Parroquia Vuelta Larga, im Osten an die Parroquia San Mateo, im Süden an die Parroquia Coronel Carlos Concha Torres, im Südwesten an die Parroquia La Unión (Kanton Atacames) sowie im Westen und im Nordwesten an die Parroquias Atacames und Tonsupa (beide ebenfalls im Kanton Atacames).

## Geschichte
Die Parroquia Tabiazo wurde am 18. Februar 1941 gegründet.